# Arcs del celler del Paborde
Els Arcs del celler Paborde és una obra de Valls (Alt Camp) protegida com a Bé Cultural d'Interès Local.

## Descripció
Es tracta de les restes arquitectòniques de l'antic Celler Paborde. Resten, doncs, tres arcs apuntats, encegats per parets de maó de construcció moderna. En els laterals dels arcs, resten també part dels murs de càrrega.

## Història
Les restes de l'antic celler del Paborde estan formades per quatre arcs gòtics paral·lels que suportaven la coberta de la planta baixa de l'edifici original, i que fins a l'any 2000 formaven part dels números 1 i 3 del carrer de l'Escrivania, que foren enderrocats aquell any. També forma part de l'antic celler del Paborde el número 5 d'aquest carrer (que encara conserva les parets de tancament originals), mentre que existeix la possibilitat que també ho hagués estat el número 7.
L'edifici de Ca Magrané, que tancava un dels extrems superiors del carrer de l'Escrivania, havia estat l'antic celler del Paborde, el magatzem on aquesta dignitat de la mitra tarragonina recollia els fruits dels delmes i primícies que cobrava a la vila de Valls des de la segona meitat del segle xii. L'edifici del celler del Paborde el tenim documentat d'ençà el segle xiv, però és molt probable que fos construït en el segle xiii. La funció de celler del Paborde la tingué fins ben entrat el segle xviii. A les darreries del segle xviii l'edifici va perdre el seu antic ús i passà a mans de particulars, que el partiren i dividiren, transformant-lo en un total de tres cases independents, els números 1, 3 i 5 del carrer Escrivania.
Finalment, l'any 2000, els números 1 i 3, que corresponien a la major part de l'antic celler del Paborde, foren enderrocats a causa d'una actuació urbanística. Només es conservaren uns cups subterranis, els arcs gòtics que suportaven la coberta de la planta baixa de l'antic celler medieval, i una reduïda part dels murs d'on aquests arrencaven, a més de la porció de l'edifici medieval que correspon al número 5.